# Prigioniero (Joseph Wright of Derby)
Il prigioniero è un dipinto di Joseph Wright of Derby completato nel 1774 ed ora nella Vancouver Art Gallery. Un'altra versione dello stesso quadro, sempre di mano di Wright, è nel Derby Museum and Art Gallery e fu mostrato dall'artista per la prima volta nel 1778.

## Descrizione
Il dipinto mostra la disperazione di un viaggiatore che si trova abbandonato in un carcere straniero. Il Prigioniero si basava su una sezione dello stesso nome di un famoso libro di Laurence Sterne del 1768 Viaggio sentimentale attraverso la Francia e l'Italia, in cui l'eroe della storia, Yorick, immagina che è imprigionato alla Bastiglia perché ha perso il proprio passaporto. Yorick viene poi rilasciato perché il suo nome porta a considerarlo persona importante in quanto giullare di corte (Yorick è un giullare in Amleto di Shakespeare). Il viaggio è fatto risalire al 1762 quando la Gran Bretagna era in guerra con la Francia e la detenzione poteva essere una possibilità per un viaggiatore proveniente da un paese ostile.)

## Storia

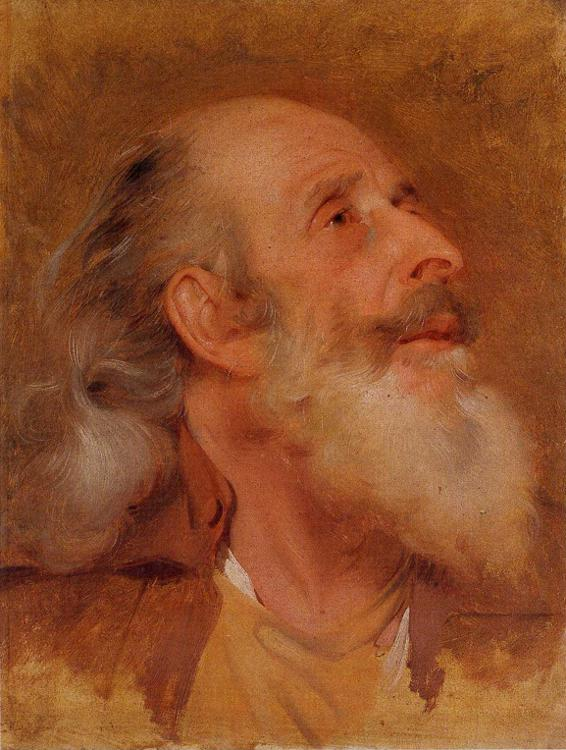
Uno studio di John Stavely per la seconda versione di Wright

Il primo dipinto (1774) fu eseguito da Wright mentre era a Roma. Dopo il suo completamento dovette farlo rientrare in Gran Bretagna: Llewellyn Jewitt registra che l'opera era esentata da ogni imposta, ma una obiezione alla fine lo obbligò a pagare le tasse di importazione. Il dibattito sul quadro si concentrò sulla questione se il soggetto fosse romano e si sostenne che il soggetto avrebbe dovuto essere meglio vestito.
Il dipinto fu replicato con il metodo dell'incisione da Thomas Ryder nel 1779 e venne pubblicato da John e Josiah Boydell nel 1786. Tuttavia una precedente incisione a mezzatinta di John Raphael Smith del dipinto del 1778 era stata commissionata da John Milnes, dopo aver acquistato l'opera in una mostra della Royal Academy. Milnes ottenne una stampa di ogni quadro di Wright che poté, ma la stampa che aveva commissionato per il dipinto di sua proprietà fu limitata ad una ventina di copie prima che la matrice fosse distrutta. Questa incisione è quindi eccezionalmente rara ed è disponibile solo in un piccolo numero di istituti britannici e nessuno all'estero.